# Койлалети
Койлалетите (на латински: Coelaletae) са тракийско племе, живяло по средното течение на Хеброс (Марица). В 77 - 79 година Плиний Стари в „Естествена история“ пише, че реката ги разделя на голямокойлалети (Coelaletae maiores), живеещи под Хемус и малокойлалети (Coelaletae minores), живеещи под Родопите. В своите Анали Тацит споменава койлалетите, които заедно с одрисите и диите в 21 година вдигат антиримско въстание. В провинция Тракия има стратегия Койлалетика (Κοιλητική).